# Gautier de Joigny
Gaucher de Joigny o Gautier de Joigny (c. 1165, † c. 1237) va ser un noble francès, senyor de Château-Renard. Era fill de Renat IV de Joigny, comte de Joigny, i d'Adélaïde de Nevers (filla de Guillem III, comte de Nevers, i d'Ida de Sponheim).

## Biografia
El 1204 va ser present amb el seu germà Guillem, comte de Joigny, al setge de Rouen servint al rei de França Felip August; tots dos germans van estar entre els senyors que van garantir la capitulació del rei d'Anglaterra Joan sense Terra l'1 de juny de 1204.
El 1209 participà a la Croada albigesa, en companyia del seu nebot Guillem II de Joigny, Pere II de Courtenay, Arveu IV de Donzy i els bisbes de Sens i de Chartres. Durant aquesta croada, va ser un home proper a Simó IV de Montfort ja que es va acabar casant amb la seva filla Amícia.
Va exercir de senescal de Nevers durant el govern de la comtessa Matilde de Courtenay.

## Núpcies i descendència
Al voltant de 1195, es va casar amb Adelaida de Venizy, vídua d'Andreu de Brienne i filla d'Anseau de Vénizy i d'Isabel de Nangis, però en va quedar vidu sense haver-hi tingut descendència.
En segones núpcies, vers el 1226, es va casar amb Amícia de Montfort, filla de Simó IV de Montfort i d'Alícia de Montmorency, amb qui hi va tenir dos fills:
- Peronella de Joigny, que es va casar amb Pere de Courtenay-Champignelles de Conches i amb Enric de Sully.
- Gaucher de Joigny, que es farà monjo.